# 桂齡 (咸豐年間提督)
桂龄，（1803-？）孙佳氏，字鑑堂，满洲镶红旗人，清代甘肃提督，钦赐佛尔国春巴图鲁封号，曾参与平定新疆和卓之乱、镇压太平天国运动，克复山东临清州，为陕甘总督琦善、亲王僧格林沁属下。

## 生平履历
- 嘉庆朝：护军
- 道光朝初：蓝翎侍卫
- 道光二十三年－道光二十五年：头等侍卫
- 道光二十五年－道光二十七年：四川夔州协副将，
- 道光二十七年－成都将军署四川总督廉敬保举四川懋功協副將業普崇額、夔州副将桂龄两人胜任總兵
- 道光二十七年－咸丰二年：甘肃肃州镇总兵
- 道光二十八年 - 进京陛见。新授甘肃肃州镇总兵桂龄奏为谢恩请觐由，道光28年02月16日硃批：著来见
- 道光三十年－咸丰元年：甘肃提督（署）署甘肃提督肃州镇总兵官桂龄奏为循例彙报沿边会哨情形
- 道光三十年－咸丰二年：喀什噶尔帮办领队大臣衔总兵、喀什噶尔换防总兵 大学士陕甘总督琦善奏派喀什噶尔总兵换防，咸丰皇帝硃批：著派桂龄去
- 咸丰元年：奏为奴才长子达春奉旨著以蓝翎侍卫补用叩谢天恩
- 咸丰三年：钦赐佛尔国春巴图鲁(咸丰三年正月：谕旨前任喀什噶尔帮办大臣换防总兵桂龄上年剿办进卡夷匪连获胜仗著赏给佛尔国春巴图鲁名号，佛尔国春满语意思是瑞直、奇、灵妙。署理陝甘总督易棠奏为前任喀什噶尔帮办大臣换防总兵桂龄蒙恩赏给佛尔国春巴图鲁名号叩谢天恩)
- 咸丰三年：赏白玉翎管、白玉搬指
- 咸丰三年：因病卸任喀什噶尔帮办大臣换防总兵，本应回旗调理，路经陕西回京，正值太平天国北伐，请命报效。軍機大臣、陕甘总督舒兴阿奏請留於其軍營
- 咸丰三年-四年：桂龄偕宗室綿洵先后随陕甘总督舒兴阿、钦差大臣胜保、参赞大臣僧格林沁防堵太平军，进士牛树梅投靠总兵桂龄军营剿匪
- 咸丰四年：在河北深州、正定、天津静海东河头、独流东岸，成功阻击北伐太平军；后转战山东德州、临清州等地
- 咸丰四年：克复山东临清，获赏提督衔 [1]
- 咸丰四年：欽差大臣琦善奏請断調桂龄來營效力
- 咸丰四年-五年：在胜保、僧格林沁、宗室绵洵麾下进攻连镇等地，同太平天国北伐部队林凤祥、李开芳作战，后因病回旗，卒年不详。

道光三十年十月初二日，大学士陕甘总督琦善奏派喀什噶尔总兵换防，咸丰皇帝朱笔御批：著派桂龄去。道光三十年正月宣宗驾崩，文宗即位，改明年为咸丰元年。道光三十年十一月初七日，黑城回民暴动，署甘肃提督桂龄、总兵萨炳阿等围击。咸丰二年，《清实录》记载：六月九日，倭里罕自图舒克塔什卡伦窜至小阿尔图什庄，清总兵桂龄往剿，倭里罕闻风逃遁。十三日，和卓又扑阿尔胡庄，桂龄迎击，追至巴尔昌，叛匪逃卡外。桂龄督率将弁奋勇击贼。调度有方。均堪嘉尚。特克星额、桂龄、著加恩各赏给白玉翎管一枝。白玉搬指一个。仍俱交部从优议叙。咸丰三年至五年，桂龄跟随僧格林沁、胜保、兄桂明等同太平天国作战，五年病辞回旗。桂龄好友同旗業普崇額（業布冲額），官至乌鲁木齐提督。

## 家族
- 曾祖：色恒额，亦色亨额、塞亨额（《钦定八旗通志》里写法），镶红旗包衣，年羹尧妻家辅国公宗室綽克託门下三等护卫。清实录记载，乾隆二十八年，托恩多之父色恒额年已九十，赐紫禁城骑马。同年，皇太后皇帝赏龙缎、黄貂皮、玉朝珠、福字、大小荷包；
- 祖父：託恩多，乾隆朝重臣，太子太保，议政大臣，乾隆二十四年由包衣合族抬入镶红旗满洲。曾任江苏巡抚、广东巡抚兼两广总督、理藩院、兵、工、礼、户、吏部尚书、正黄旗满洲都统、九门提督等要职；
- 父：嗣父岳兴阿，拜唐阿、侍卫，第一历史档案馆有岳兴阿是两江总督萨载的连襟，娶正黄旗包衣富贵（富贵是萨载儿女亲家伊龄阿之父）佐领下人、举人官南陵知县为宝（亦为保、魏保）之妹乌拉那拉氏，即布颜第四子布准之长子喀尔喀玛的玄孙女，家族有清太宗继妃、康熙通嫔、惠妃。生父宜昇阿、母兴国 (乾隆进士)侄女赵氏、其家族和高诚、高晋家姻亲；
- 叔伯：科灵阿、旸桑阿（洋桑阿、扬桑阿、阳桑阿，乾隆23年时4岁）。
- 兄：桂明，曾任四川建昌镇总兵署四川提督、湖北提督、新疆提督、署乌鲁木齐都统、陕西提督。镇压太平天国四路大军统帅之一，江北大营是琦善为首，江南大营是和春为首，北路大军是桂明和其属下多隆阿，南路水路则是曾国藩；
- 子：达春，侍卫；侄子工部屯田司主事达桑阿等。
- 同旗：珍妃祖父裕泰为镶红旗满洲桂龄佐领下人（此桂龄不知是否同一人）。
- 桂龄好友同旗業普崇額（業布冲額），官至乌鲁木齐提督，和兄桂明、同知许清贵互为姻亲。

## 评价
咸丰四年，琦善去世前折《欽差大臣琦善奏請断調桂龄來營效力》：“臣旧时所属将校擢至提镇者不少，求其独当一面从无挫折者，屈指计算，竟无其人。臣视师形上以来，幸托皇上洪福，弁兵用命，虽兵单饷绌，从无大挫，若助剿者不得其人，转恐无益而有损。再四思维，惟有前任肃州镇总兵桂龄，虽秉质粗鲁，而人尚勇往，曾随臣剿办番匪，其材具向所知悉。自该员自回疆换防后，不知今在何处？”－《清政府镇压太平天国档案史料》